# Scopaeus pusillus
Scopaeus pusillus är en skalbaggsart som beskrevs av Ernst Hellmuth von Kiesenwetter 1843. Scopaeus pusillus ingår i släktet Scopaeus, och familjen kortvingar. Arten är reproducerande i Sverige.